# 浦和北出入口
浦和北出入口（うらわきたでいりぐち）は、埼玉県さいたま市桜区山久保にある、首都高速道路埼玉大宮線の出入口である。与野ジャンクション方面のみのハーフインターチェンジである。

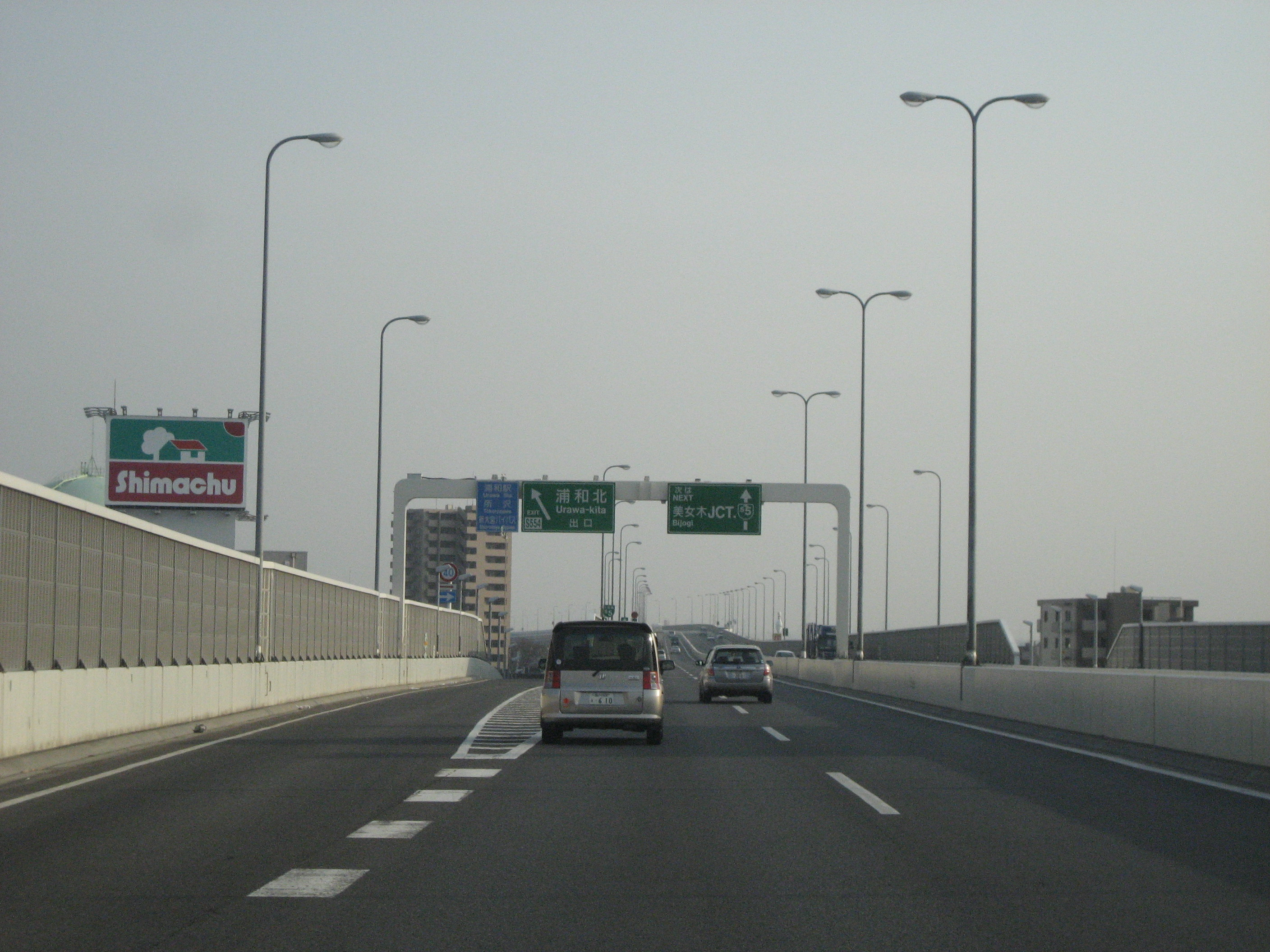
上り出口付近

## 接続する道路
- 国道17号新大宮バイパス

## 料金所
- レーン数：2
  - ETC・一般：1
  - 閉鎖中：1

## 周辺
- 浦和西警察署
- 彩の国さいたま芸術劇場
- さいたま市保健所
- 国道463号埼大通り交差点
  - 埼玉大学
  - 秋ヶ瀬公園
  - ロヂャース浦和店
  - ヤマダデンキ家電住まいる館YAMADA浦和埼大通り店
  - 南与野駅
  - 北浦和駅
  - 北浦和公園
  - 埼玉県立近代美術館
  - 埼玉県道57号さいたま鴻巣線（下大久保交差点）
    - プラザウエスト・さいたま市記念総合体育館

以下は計画段階の浦和中央出入口が最寄り
- 埼玉県道57号さいたま鴻巣線（町谷交差点）
  - さいたま市役所
- 埼玉県道40号さいたま東村山線
  - 埼玉県庁

## 隣
首都高速埼玉大宮線
美女木JCT - (S551)浦和南出入口/TB - 浦和中央出入口（計画中） - (S554)浦和北出入口 - (S555)与野出入口 - 与野JCT